# Daimler-Benz DB 600
Der Daimler-Benz DB 600 war ein flüssigkeitsgekühlter Zwölfzylinder-Flugmotor mit einem Hubraum von 33,9 Litern und einer Startleistung von bis zu 1050 PS (772 kW). Die Serienfertigung bei Daimler-Benz begann 1936. Der noch mit Vergasern zur Gemischbildung versehene DB 600 wurde in den 1930er-Jahren in vielen Flugzeugen der Luftwaffe eingebaut, wie beispielsweise in den ersten Baureihen der He 111.
Bereits 1934 begann die Weiterentwicklung zum hubraumgleichen DB 601 mit Benzindirekteinspritzung, der 1935 erste Probeläufe absolvierte und ab November 1937 in Serie gebaut wurde. Nach 2281 gebauten DB 600 endete daher bereits 1938 die Fertigung.

## Vorgeschichte und Entwicklung
Die beiden Daimler-Benz-Vorgängerunternehmen DMG und Benz fertigten während des Ersten Weltkriegs die Sechszylinder-Flugmotoren Mercedes D III und Benz Bz III in umfangreichen Stückzahlen. In der Zeit der Weimarer Republik war der Flugmotorenbau in dem 1926 zur Daimler-Benz AG fusionierten Unternehmen ganz eingestellt worden. Erst nach der Machtergreifung der Nationalsozialisten 1933 konnte die Stuttgarter Firma durch die Aufrüstung der Wehrmacht wieder mit neuer Nachfrage rechnen.
Bereits Anfang der 1930er-Jahre wurden die deutschen Motorenhersteller vom Reichsverkehrsministerium zur Entwicklung eines 800-PS-Flugmotors aufgefordert, der als V-Motor mit „hängenden“ Zylindern (Kurbelwelle oben) konzipiert werden sollte und sich für militärische und zivile Zwecke eignete. Daimler-Benz entwarf aufgrund dieser Vorgabe den Daimler-Benz F4A mit 30 Litern Hubraum. Von dem Zwölfzylinder-V-Motor mit 60°-Bankwinkel und zwei mechanischen Radialladern waren 1932 zwei Prototypen fertiggestellt.
Der F4A wurde zum DB 600 weiter entwickelt, dessen erste Probeläufe im Spätsommer 1935 erfolgten. Das Daimler-Benz-Werk Berlin-Marienfelde begann 1936 mit dem Serienbau des DB 600.

## Beschreibung
Der V-Motor war um 180 Grad gedreht eingebaut, sodass die Kurbelwelle oben lag (daher auch als „A-Motor“ bezeichnet). Diese Form des Motoreneinbaus erleichterte auch die Zugänglichkeit von Zylinderköpfen (Ventilsteuerung) und Zündkerzen für die Wartung.
Über dem Triebwerk blieb so auch genügend Platz für den Einbau von durch den Propellerkreis schießenden (synchronisierten) Bordwaffen, während die zwischen den Zylinderbänken liegende hohle Propellerwelle den Lauf eines Maschinengewehrs bzw. -kanone aufnehmen konnte. Da diese hinter dem Motorblock montierte Waffe schnell überhitzte, waren Ladehemmungen bzw. Selbstzünder durch Überhitzung häufig und der Einbau beispielsweise in die Bf 109 wurde schnell wieder aufgegeben.
Der Motorblock wurde aus Aluminiumguss gefertigt und enthielt stählerne Zylinderlaufbuchsen. Er hatte je Zylinderbank eine über Königswelle angetriebene obenliegende Nockenwelle (OHC-Ventilsteuerung), die pro Zylinder vier Ventile über Rollenschlepphebel betätigte (Vierventiltechnik). Jeder Nocken betätigte nacheinander ein Auslass- und ein Einlassventil. Die Auslassventile waren natriumgekühlt. Das Triebwerk hatte eine kontaktgesteuerte Doppelzündung (Bosch-Zwillingsmagnetzündung) mit zwei Zündkerzen je Zylinder. Die Zündfolge war 1–8–5–10–3–7–6–11–2–9–4–12–1.

## Varianten
- DB 600A1

Bis zu 1000 PS (810 kW) bei 2350 min−1 auf Meereshöhe
- DB 600B2

Bis zu 1000 PS (810 kW) bei 2350 min−1 auf Meereshöhe
- DB600C1

Bis zu 850 PS (634 kW) bei 2350 min−1 in 4000 m Höhe. 910 PS (669 kW) Startleistung.
- DB600D2

Bis zu 850 PS (634 kW) bei 2350 min−1 in 4000 m Höhe. 910 PS (669 kW) Startleistung.
- DB600G1

Bis zu 950 PS (708 kW) bei 2350 min−1 in 4000 m Höhe. 1050 PS (772 kW) Startleistung.
- DB600Ga war eine Ausführung mit Höhenlader für 4000 m Volldruckhöhe.
- DB600H2

Bis zu 950 PS (708 kW) bei 2350 min−1 in 4000 m Höhe. 1050 PS (772 kW) Startleistung.
- DB600Ha war eine Ausführung mit Höhenlader für 4000 m Volldruckhöhe.

Untersetzung Luftschraubengetriebe:
- 1 1,55:1
- 2 1,88:1

## Technische Daten
(DB 600C)
- Zwölfzylinder-V-Motor mit 60° Bankwinkel
- Ventilsteuerung: Je Zylinderbank eine über Königswelle angetriebene obenliegende Nockenwelle (OHC), die je Zylinder zwei Einlass- und zwei Auslassventile betätigt (Vierventiltechnik).
- Bohrung: 150 mm
- Hub: 160 mm
- Hubraum: 33,9 Liter
- Verdichtungsverhältnis: 6,9:1
- Kühlung: Flüssigkeitskühlung
- Schmierung: Trockensumpfschmierung mit einer Druck- und zwei Saugpumpen (je Zylinderkopf eine)
- Trockenmasse: 560 kg
- Startleistung: 900 PS (662 kW) bei 2400 min−1
- Dauerleistung: 770 PS (566 kW) bei 2200 min−1
- Literleistung: 26,5 PS/l (19,5 kW/l)
- Gewichtsbezogene Leistung: 1,61 PS/kg (1,18 kW/kg)
- Treibstoff: Benzin, Typ B4 mit einer Oktanzahl von 87 ROZ

## Ähnliche Motoren
Deutsches Reich
- Junkers Jumo 210
- Junkers Jumo 211

 Vereinigte Staaten
- Allison V-1710

 Frankreich
- Hispano-Suiza 12Y

 Vereinigtes Königreich
- Rolls-Royce Merlin

 Sowjetunion
- Klimow M-105
- Mikulin AM-35

## Anwendungen

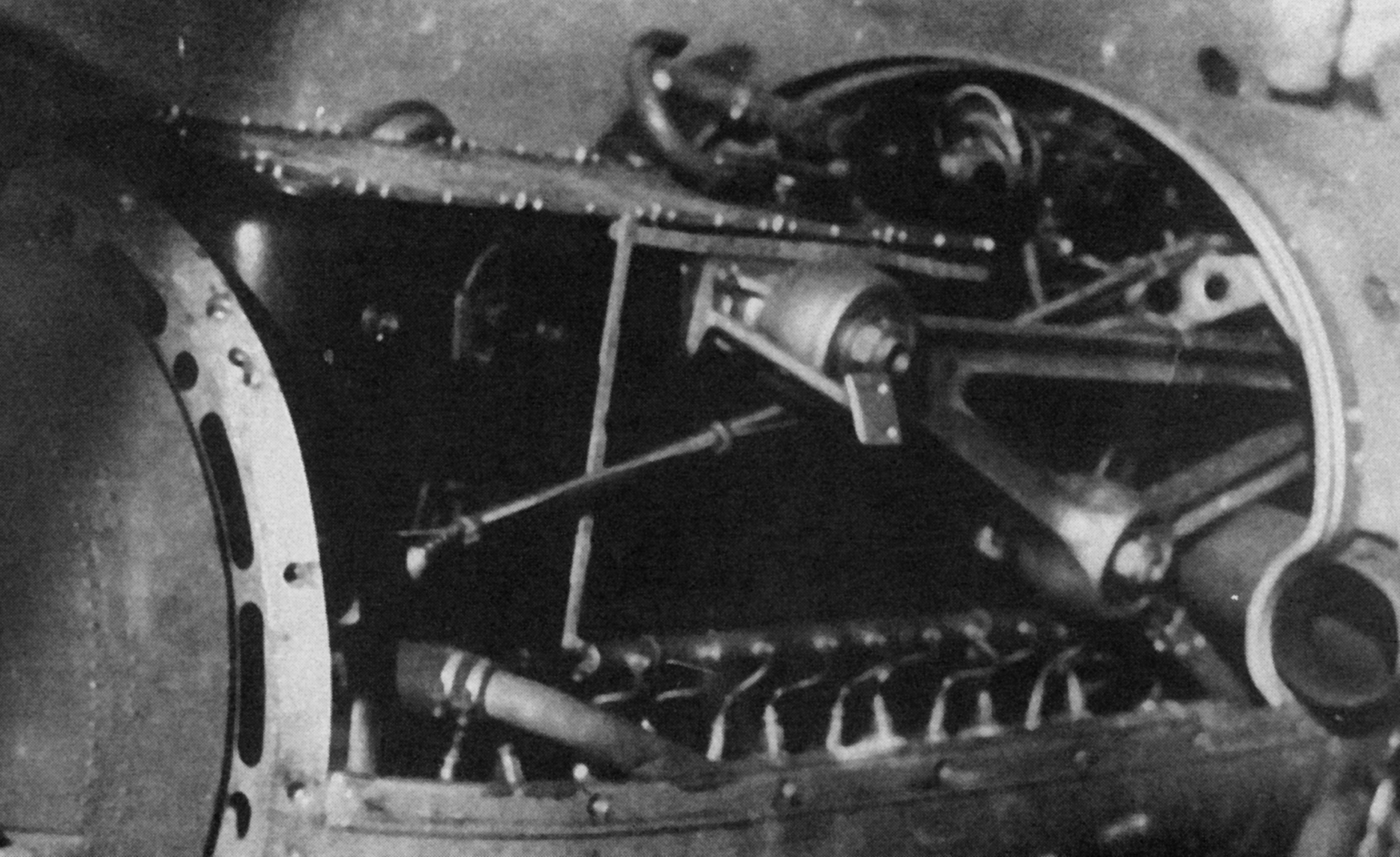
DB 600 A in einer Heinkel He 111

- Arado Ar 197 V1: 1937 – Prototyp, Marinevariante der Arado Ar 68H
- Dornier Do 17 S-0: drei Vorserien-Flugzeuge
- Focke-Wulf Fw 187 V6
- Heinkel He 60C: ein getestetes Flugzeug
- Heinkel He 111 V5: DB 600A, B-1, B-2: DB 600C, G-4: DB 600G, G-5: DB 600C, J-1: DB 600C
- Heinkel He 112 V7, V8
- Heinkel He 114: drei He 114 B-2, exportiert nach Rumänien
- Junkers Ju 90 V1
- Henschel Hs 128 V1: zweimotorig, Druckkabine, Höhenforschungsflugzeug
- Messerschmitt Bf 109 V10 bis V14: Prototypen
- Messerschmitt Bf 110 V1, V2, V3: Prototypen
- Messerschmitt Bf 162 V1, V2